# Слобода (футбольный клуб, Ужице)
«Слобода» (серб. ФК Слобода) — сербский футбольный клуб из города Ужице в Златиборском округе в центральной Сербии. Клуб основан в 1925 году, в 2010 году произошло объединение с Севойно, гостей принимает на городском стадионе, вмещающем 12 000 зрителей. Лучшим результатом в чемпионате Сербии являются 5-е места в сезонах 2011/12, 2012/13.

## История
Клуб основан в 1925 году под названием «Ужички раднички спортски клуб Слобода». Первый официальный матч команда провела 24 июня 1926 года против клуба «Раднички» из Крагуеваца. 1 июля 2010 года «Слобода» объединилась с командой «Севойно», в результате чего команда была переименована в «Слобода Пойнт Севойно», но уже 11 октября 2011 года команда вернула прежнее название.